# Клеомен III
Клеомен III (др.-греч. Κλεομένης Γ΄) — спартанский царь из дома Агиадов, сын царя Леонида II. Его правление в Лакедемоне в 235—221 годах до н. э. было отмечено радикальными реформами: царь пытался «упразднить долги, переделить земли и освободить илотов».

## Биография
Клеомен III стал царём в 235 году до н. э. В то время кризис спартанского полиса достиг наивысшей остроты, когда число полноправных граждан не превышало 700, а остальная масса спартиатов представляла собой нищую толпу. Резко обострилось соперничество двух царских родов Спарты, всем заправляла коллегия эфоров. Попытка социальных реформ, начатая царем Агисом IV из рода Эврипонтидов, закончилась неудачей и смертью последнего.
Следующую попытку предпринял царь Клеомен III из рода Агиадов, постаравшийся учесть все ошибки Агиса IV. Идею возрождения могущества Спарты путём воссоздания обширного слоя свободных землевладельцев-воинов он соединил с резким усилением царской власти. Клеомен сознавал, что лучшая возможность для осуществления его планов появится тогда, когда он будет обладать реальной военной силой.
В войне, начавшейся между Спартой и Ахейским союзом в 229 году до н. э. успех сопутствовал Клеомену (битвы при Ликее и Ладокиях, где погиб видный ахейский полководец Лидиад), что закрепило его авторитет в армии и со стороны наемников, а также среди верхушки полиса. Во главе отряда наемников Клеомен прибыл в Спарту и осуществил военный переворот. Четыре из пяти эфоров были убиты, 80 противников реформ изгнаны из полиса. На собранном Клеоменом народном собрании Клеомен объявил о проведении реформ. Была проведена кассация долгов, были созданы 4 тысячи новых земельных наделов, в состав спартиатов были включены некоторые периэки и чужеземцы. Коллегия эфоров была упразднена, брат Клеомена Эвклид был провозглашен вторым царем, восстановлен весь старинный спартанский образ жизни.
Добившись реформами усиления военной мощи Спарты, Клеомен III добился впечатляющих успехов — отторг от Ахейского союза несколько крупных городов и нанес ахейской армии поражение при Гекатомбее, поставив Ахейский союз на грань уничтожения. Идеи Клеомена о социальных реформах широко распространились по всему Пелопоннесу. Начал даже обсуждаться вопрос об объединении Ахейского союза и Спарты и об избрании Клеомена стратегом союза для совместной борьбы с Македонией.
В это время Арат Сикионский — практически бессменный руководитель Ахейского союза, непримиримый враг Македонии — испугался начала широкого народного движения и обратился за помощью к царю Антигону III Досону. Это вызвало брожение в Ахейском союзе, народ которого мечтал о разделе земли и об отмене долговых обязательств. Недовольство проявляли даже первые граждане союза.
Это брожение умело использовал Клеомен, нанося быстрые и сильные удары по ахейцам. Он захватил несколько крупных Пелопоннесских городов, в том числе Аргос и Коринф (кроме Акрокоринфа), поставив Ахейский союз на грань уничтожения. Крупной ошибкой Клеомена было то, что народное движение на Пелопоннесе он использовал только в целях возвышения Спарты. На примере Аргоса стало ясно, Клеомен не собирается провести в захваченных городах аналогичные реформы. Это было поворотным моментом в развитии событий. Политика Клеомена пришла в противоречие с чаяниями беднейших слоев гражданства пелопоннесских городов, лишила его поддержки народа, и это погубило дело спартанского царя.
Арат, присвоивший себе диктаторские полномочия, призвал на Пелопоннес Антигона III Досона. Явившись на Пелопоннес, македоняне снова утвердились в Аргосе и Коринфе и начали наступление на Спарту. Попытка Клеомена опереться на помощь Египта — извечного врага Македонии — особого успеха не имела. Клеомен попытался получить дополнительные силы за счет продолжения реформ — освободил 2 тысячи илотов за выкуп по 5 мин, а на вырученные деньги потратил на вооружение новых воинов по македонскому образцу.
Из-за потери массовой поддержки в городах Пелопоннеса, Клеомен был вынужден изменить методы борьбы — подверг жесточайшему разгрому Мегалополь и начал грабить соседние земли, что ещё сильнее отталкивало он него население полуострова.
Ограниченные силы Спарты были несопоставимы с мощью Македонии. В решительном сражении при Селласии в 222 году до н. э. спартанские войска были наголову разбиты македонянами, причем в битве очень много погибло наемников, а спартиаты пали почти все.
Клеомен с группой друзей бежал в Египет, надеясь получить помощь от союзника Птолемея III, но тот вскоре умер, а его наследник Птолемей IV не спешил с оказанием помощи, тогда Клеомен принял участие в заговоре против Птолемея, потерпел неудачу и был вынужден покончить с собой. Мать и дети Клеомена и все жены спартанцев были казнены по приказанию Птолемея (220 год до н. э.).
Антигон III, войдя в Спарту, отменил все реформы Клеомена и восстановил ранее существующий строй. В Спарте был поставлен гарнизон, она была включена в новый, Эллинский союз, куда вошла и Ахайя. Гегемоном союза стала Македония. Однако поражение Клеомена не истребило радикальные идеи в Спарте, которые были продолжены Хилоном, Маханидом и Набисом. Социальная борьба в Спарте продолжалась вплоть до полного подчинения Греции Риму.